# 尖閣諸島戦時遭難事件

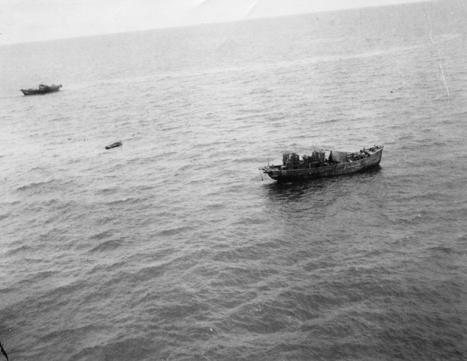
アメリカ軍機の乗員が撮影した攻撃を受けつつある友福丸（「第一千早丸」）と一心丸（「第五千早丸」）。

尖閣諸島戦時遭難事件（せんかくしょとうせんじそうなんじけん）あるいは尖閣列島戦時遭難事件（せんかくれっとうせんじそうなんじけん）は、太平洋戦争末期の1945年7月に日本の小型船2隻がアメリカ軍機の攻撃を受け、当時、無人島だった尖閣諸島に漂着した事件である。約50日後に救出されたが、戦闘と飢餓などにより50人以上が死亡した。石垣島から台湾へ民間人を疎開させる途中に遭難したもので、対馬丸以外に沖縄県からの疎開船が撃沈破された数少ない事例である。台湾疎開石垣町民遭難事件、あるいは遭難船名に由来して一心丸・友福丸事件とも呼ばれる。

## 事件の経過

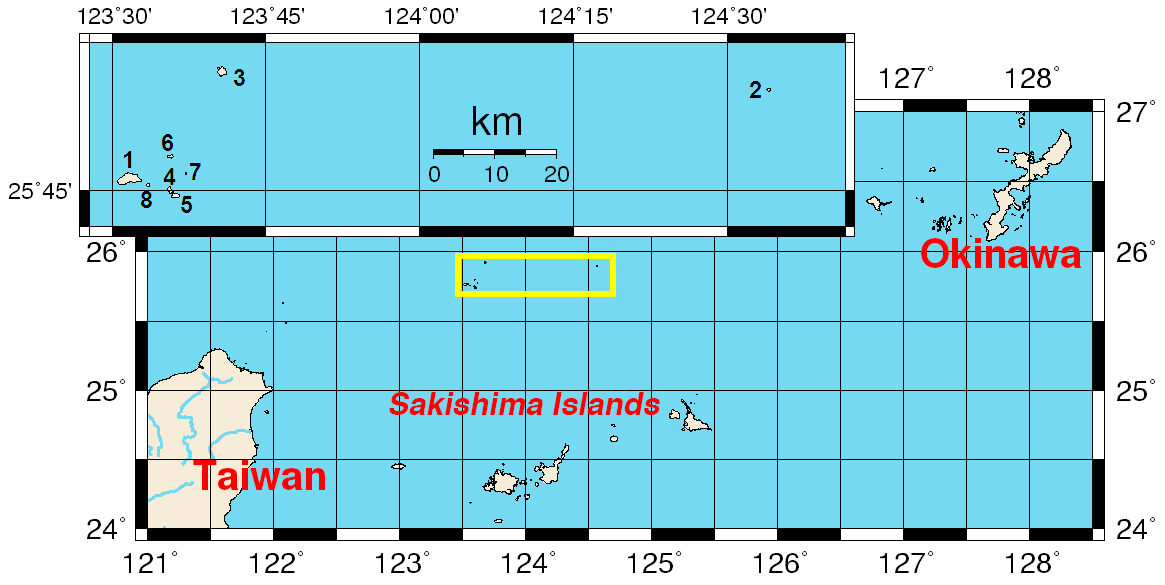
石垣島・尖閣諸島・台湾の位置関係。

1945年（昭和20年）6月24日、石垣島の住民に対し、24回目となる台湾疎開希望者の募集がされた。台湾へ物資を受け取りに行く独立混成第45旅団「水軍隊」所属船の往路を使った輸送であった。6月30日の夕刻に石垣港で乗船が始まり、友福丸（軍呼称：「第一千早丸」）と一心丸（軍呼称：第五千早丸）の焼玉エンジン搭載小型船2隻に約180人が乗り込んだ。乗船者のほとんどは女性と子供で、男性は高齢者が少数、朝鮮人と台湾人も少数いた。乗船者数を各120人程度の約240人とする回想もある。
船団は空襲を避けるためになるべく夜間航行を選び、6月30日夜7時頃に石垣港から台湾の基隆港を目指し出航、7月1日午前2時頃に経由地である同じ八重山諸島の西表島船浮へ入った。昼間は碇泊して7月1日夜に航行再開する予定であったが、友福丸のエンジン故障のため出港を延期し、7月2日の午後7時に船浮を出た。船団は台湾直進ではなく、尖閣諸島付近まで迂回した欺騙針路で進んだ。
船団が数時間で基隆入港予定という7月3日午後2時頃、定期哨戒中のアメリカ軍機（日本側ではB-24爆撃機と判断）1機によって発見されてしまった。アメリカ軍機は船団側方から3回の爆弾投下と機銃掃射を行い、さらに船尾方向から航過しながらも機銃掃射を1回加えた。日本側は機関銃で応戦したが、効果は無かった。船上では一心丸の宮城三郎船長以下死傷者が続出し、銃弾で割れた瓶から味噌が流れて血と混じる惨状となった。一心丸は船体中央部に爆弾が命中して炎上沈没、友福丸も機銃弾でエンジンが破損して航行不能となった。アメリカ軍機は、友福丸も沈没するものと判定しつつ立ち去った。友福丸から伝馬船が降ろされて救助作業が行われたが、乗船者には体力に劣り泳げない者も多かったため相当数が溺死した。
友福丸は浸水しながらもかろうじて沈没を免れ、有り合わせの布をつなぎ合わせて帆を張り、翌7月4日朝にはエンジンも再始動できた。乗船者の中に尖閣諸島で古賀商店の鰹節製造事業に携わった経験者がいたため、尖閣諸島へと向かうこととなり、4日午前9時半頃に魚釣島に到着した。このとき尖閣諸島には、本船団とは別に遭難して漂着した日本兵6人がおり、合流している。

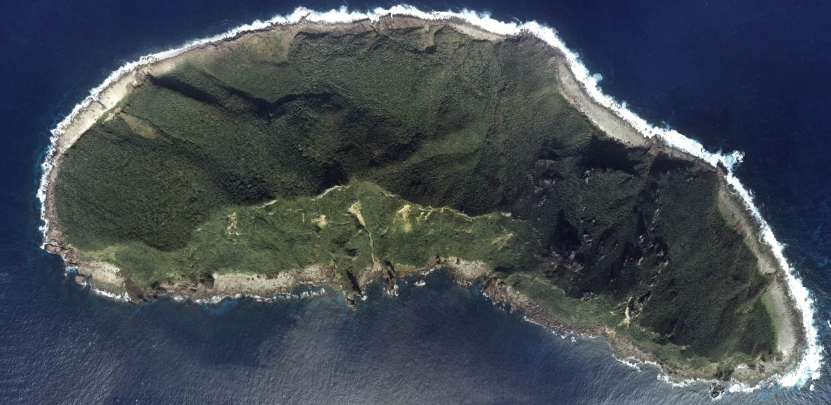
魚釣島の航空写真（1978年撮影）。

上陸当初は米や鰹節など乏しい食糧を出し合って野草入りの雑炊にする協同炊事が行われたが、1週間から2週間ほどで打ち切りとなり、以後は各自で食糧を集めた。魚釣島には淡水が湧くため飲料水には困らず、石垣島民に別名で「クバ島」と呼ばれるほど食用樹木のビロウ（地方名：クバ）も豊富だったものの、100人以上の食糧としては不十分だった。ネズミやヘビも生息していたが、動きが素早くて捕まえられなかった。サクナ（長命草）などの野草や、磯辺で獲った小魚やヤドカリなどで命をつないだ。体力の低下が激しく、数人の餓死者が出た。毒草を食べて苦しむ者もあった。B-24爆撃機も島に連日飛来したが、幸いに死傷者は出なかった。
救援を呼ぶために一部の者が友福丸で出発したが、すぐに機関故障を起こして航行不能となり、やむなく船体を放棄して伝馬船で島へと戻った。その後、手漕ぎのサバニを作って救助を呼ぶことが計画された。遭難者の中にいた船大工1人と陸軍工兵を中心に、海岸にあった難破船の残骸を資材として建造は進められ、10日ほどで全長5メートルのサバニが完成した。陸軍兵と船員経験者ら8人の決死隊が編成され、出発直前に強く希望する主計准尉1人も加えて、8月12日午後5時頃に石垣島を目指して出発した。帆走と漕走で進んだ。途中で3度も敵機に遭ったが、攻撃は受けなかった。8月14日午後7時頃に石垣島の川平湾へと到着、川平駐屯の日本軍部隊を経由して独混第45旅団司令部に連絡がされた。
8月15日、事態を知った独混第45旅団の要請を受け、台湾所在の日本軍機が魚釣島に飛行、乾パンと金平糖をパラシュート投下した。石垣島からも独混第45旅団水軍隊の長谷川少尉が指揮する2-3隻の救助船が軍医を乗せて出発し、終戦の日の後である8月18日に到着した。救助船は魚釣島所在の生存者を収容し、19日午後に石垣島へと帰還した。救出されたにもかかわらず、急に多量の食物を摂取したことによる消化器疾患や、助かったと言う安堵感により死亡した者もあったという。
また、救助船到着時に南小島（別名：トリ島）へ食料採取に出かけたまま帰島不能で消息不明になっていた者が6人あり、取り残されてしまった。6人が魚釣島へ戻ったときには救助船が去った後で、うち2人はその後に病死した。残る4人は、11月に家族が雇った台湾漁船によって救助された。
犠牲者数については諸説あるが、『沖縄県史』の統計表では乗船者180人余のうち死亡75人、『琉球新報』によれば救出までの死者70人・救出後の衰弱死等20人近くとされている。このほか、少ない数値では戦死者約45人・餓死者8人、多い数値では約240人乗船で半数死亡とする回想もある。また、『沖縄県史』では、八重山諸島住民の戦闘死者総数179人のうち、船の沈没による死者総数37人となっている。

## 背景
太平洋戦争も後期となった1944年（昭和19年）6月のアメリカ軍サイパン上陸を契機に、大本営は沖縄県民の島外疎開を検討し始めた。そして、同年7月7日の閣議で、女性・子供・高齢者を対象に日本本土へ8万人・台湾へ2万人を疎開させる計画が決定された。一般住民の島外疎開はあくまで勧奨の形式で行われ、県や警察による強い行政指導は伴ったものの法的強制力は無かった。本事件の遭難者の回想でも、台湾疎開は縁故を頼る自由疎開だったと述べるものがある。ただ、この点について、「軍命」であったと主張する者もある。
学童疎開船対馬丸や軍隊輸送船富山丸の撃沈などがあったため疎開に応募する者はなかなか増えなかったが、1944年10月10日の十・十空襲でようやく機運が高まり、1945年3月上旬までに九州へ約6万人、台湾へ宮古島・石垣島から2万人以上（ほか本島からも2千人）が疎開した。石垣島から台湾への疎開は、4月の沖縄本島へのアメリカ軍上陸後も続けられており、本船団は24回目の石垣島から台湾への疎開船であった。厚生省の調査では沖縄からの疎開船延べ187隻が確認されたが、そのうち対馬丸がアメリカ潜水艦の雷撃で撃沈された以外には被害がなかった。本船団2隻の遭難は、対馬丸以外に沖縄からの疎開船が被災した数少ない例ということになる。なお、鹿児島県の徳之島からの疎開では武洲丸が同じアメリカ潜水艦の雷撃で撃沈されている。

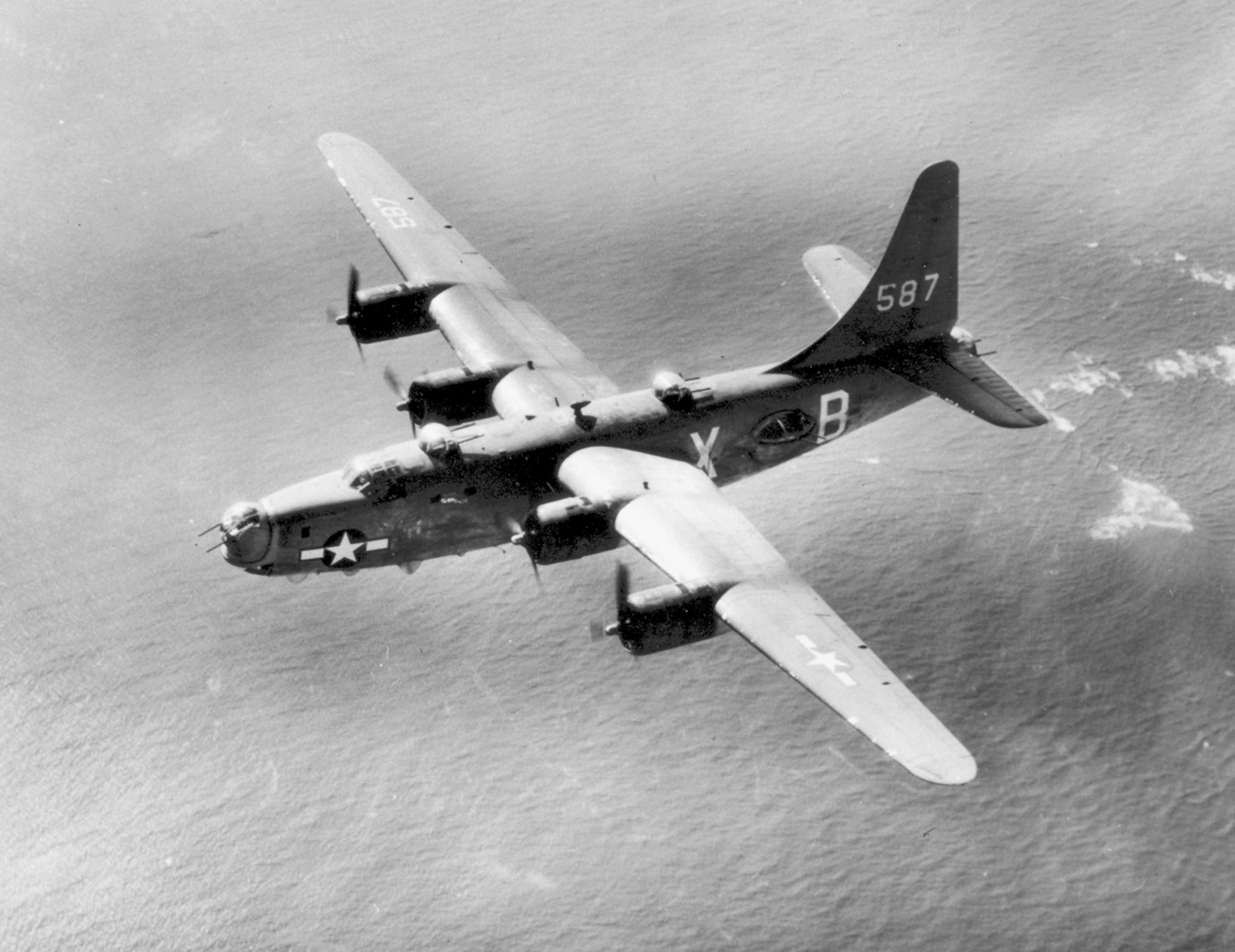
洋上飛行中のPB4Y-2（1943年撮影）

本事件遭難者の多くの出身地である石垣島は、沖縄戦において地上戦にはならなかった地域である。守備隊としては陸軍の独立混成第45旅団（旅団長：宮嵜武之少将）が配備され、指揮下に海軍石垣島警備隊などが存在した。地上戦は無かったものの空襲は受けており、十・十空襲の際に4日間で延べ約40機が来襲したのを皮切りに、1945年3月末から6月下旬にかけてイギリス機動部隊を中心とした空襲が頻繁であった。アメリカ海軍のPB4Y-2（B-24爆撃機の海軍仕様）も占領した沖縄の飛行場等から作戦行動を行っていた。ただ、7月に入ってからは沖縄本島での組織的な地上戦が終わり、空襲も減少していた。八重山諸島では、島外疎開を選ばなかった住民に対し6月から山地への島内疎開が命じられており、波照間島などの住民は西表島へ移住させられていた。
石垣島の独混第45旅団では、沖縄本島にアメリカ軍が上陸して八重山諸島が孤立化した後、海上輸送用に徴用船や修理した沈没船を集めて「水軍隊」と称する船舶部隊を編成していた。水軍隊は長谷川小太郎少尉を指揮官に、軍呼称第一千早丸（原船名：一心丸）、第三千早丸、第五千早丸（原船名：友福丸）の3隻を装備していた。第五千早丸の機関長によれば第一千早丸、第二千早丸とも150トンの貝採取用の漁船、別の第五千早丸乗員の回想によれば第一千早丸は150トンの機帆船（石垣島の井上造船所製）、第五千早丸は200トンの機帆船（本土徴用）であったという。水軍隊は5月にも同じ尖閣諸島迂回航路で台湾へ往復しており、本事件は同航路での2度目の航海で起きた。3隻の保有船のうち第三千早丸は故障中のため参加しなかったが、別に長谷川少尉の指揮する小船が傷病兵を輸送するために同時出航したとも言われる。

## 戦後の慰霊と補償
尖閣諸島戦時遭難事件については生存者の多くが口を閉ざしており、まとまった形で資料となったのは1974年（昭和49年）発行の『沖縄県史』第10巻が初めてであった。その後、回想をまとめた記録集などが発行されている。アメリカ側の戦闘記録も発見された。
遺骨の残された尖閣諸島は無人状態が続き、沖縄県がアメリカ軍の占領統治下におかれた関係もあって現地での慰霊活動は困難であった。1969年（昭和44年）に石垣市長一行が島に上陸して、「台湾疎開石垣町民遭難慰霊之碑」を建立した。遭難者遺族代表らも同行し、再び不幸な漂着者があった時には食糧となるよう、長命草とパパイアの種子を島に植えている。1978年（昭和54年）には遺族会が結成され、2002年（平成14年）に石垣市新川にも慰霊碑を建立した。石垣市新川の慰霊碑において毎年7月3日に遺族会による慰霊祭が行われている。
2011年に石垣市が尖閣地域での慰霊祭実施の要望を政府に行った。一方、遺族会は「ナショナリズムの思想を持つ活動家が過激な行動で挑発し合っている不穏なこの時期の慰霊祭は、紛争の火種になりかねない」「『武力』に守られながら慰霊祭を行うことは考えていない」として現地尖閣での慰霊に執着しないと表明している。2012年（平成24年）には魚釣島にて慰霊祭を行うべく、超党派議員連盟日本の領土を守るため行動する議員連盟の所属議員が政府に上陸許可申請を行ったが認められず、付近の洋上で慰霊祭を行った。その際、参加者のうち東京都や兵庫県の地方議員5名を含む約10人は、政府の許可なく島に上陸している（日本人活動家尖閣諸島上陸事件）。地方議員らが上陸する約10日前に日本の領土を守るため行動する議員連盟会長の山谷えり子参議院議員は、政府に出す上陸許可申請に遺族会の署名を求めていたが遺族会は拒否し、そののちに行われた議員連盟の慰霊祭や地方議員らの上陸を厳しく批判している。
犠牲者に対する補償も行われていなかったが、1969年に石垣市から決死隊員や船大工に対して感謝状と記念品が贈られた。1972年（昭和47年）には、石垣町民34人に対して見舞金3万円ずつの給付と叙勲があった。別に、戦死した軍属船長ら3人は恩給の対象となっている。沖縄外地引揚者協会は、本事件が「軍命」による疎開で発生したと主張して、対馬丸犠牲者同様の給付を求める運動を行っている。これに対する日本政府の見解は、軍人軍属と同視できる沖縄地上戦死者のような特別の事情を欠くので恩給対象外であり、対馬丸遭難学童のような特別支出をすべき事情も無いとしている。